# ریحانه (نام)
ریحانه نامی زنانه با ریشه عربی (به عربی: ريحانة) به معنی خوش‌بو است.

## معنی

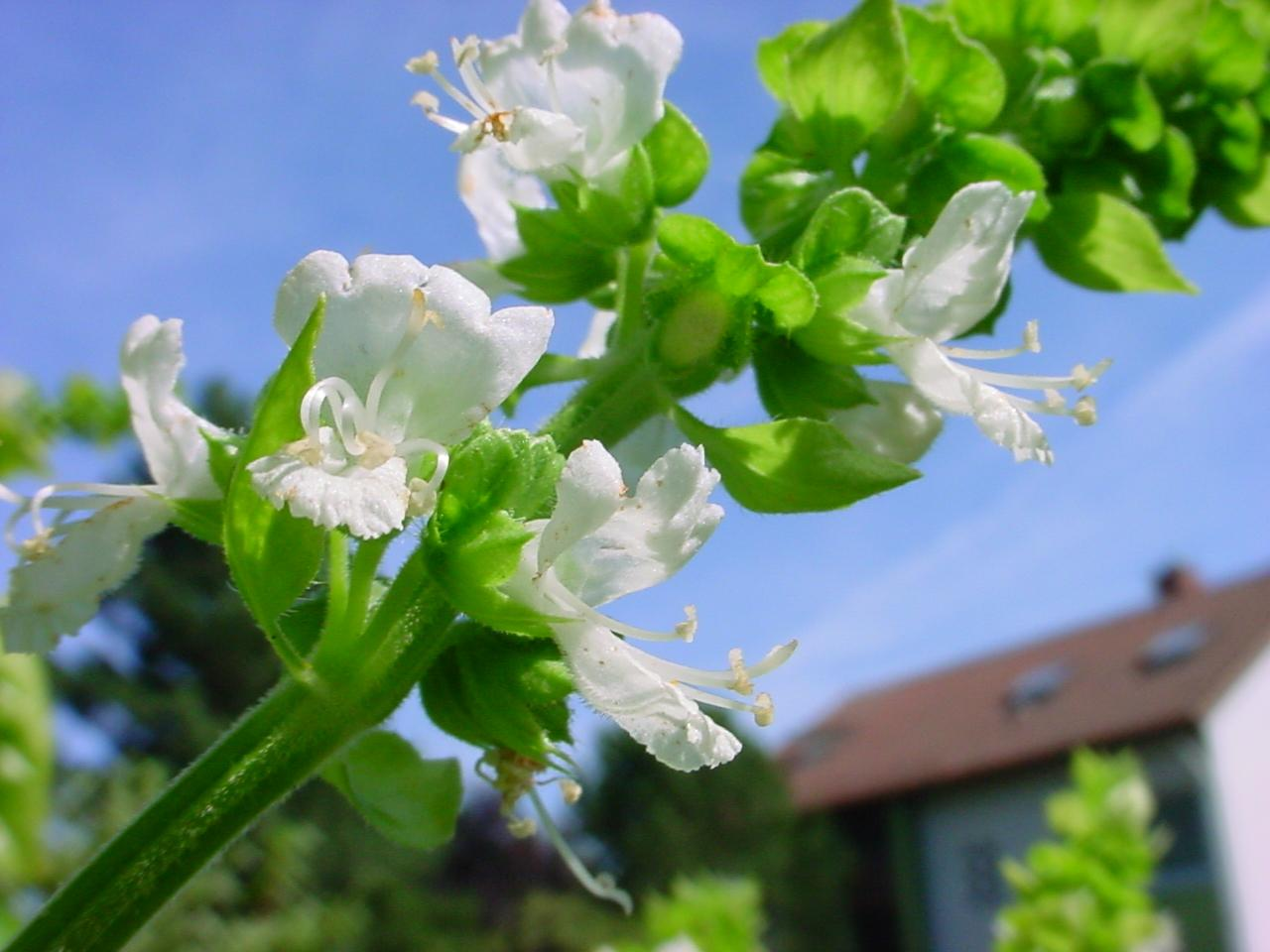
ریحان با گل

ریحانه نامی زنانه با ریشه عربی است که از نام گل ریحان که به معنی خوشبو و عطرآگین است گرفته شده‌است.

## افراد سرشناس
- ریحانه دختر زید قرظی، همسر پیامبر اسلام
- ریحانه آزاد، سیاستمدار افغان
- ریحانه پارسا، بازیگر ایرانی
- ریحانه سلطان، هنرپیشه هندی
- ریحانه کاوش، کارگردان انیمیشن ایرانی
- ریحانه (سده چهارم)، زنی که کتاب التفهیم ابوریحان بیرونی به او تقدیم شده‌است
- ریحانه سریری، زیست‌شناس و استاد تمام بیوشیمی ایرانی
- ریحانه عمرو، عضو تیم ملی کانوپولو ایران
- ریحانه کریمی، والیبالیست ایرانی
- ریحانه عامری، دختری ایرانی که توسط پدرش کشته شد
- ریحانه جباری، دختری ایرانی که به جرم قتل اعدام شد
- ریحانه طباطبایی، زندانی سیاسی